# David W. Panuelo
David W. Panuelo (1964) é um político do país, Presidente dos Estados Federados da Micronésia entre 2019 e 2023.